# Флекс (графика)
Флекс — школа нефигуративной графики и связанная с ней субкультура, возникшие в Москве в середине 1970-х. Произведения, созданные в рамках этого направления — флексы — представляют собой беспредметные композиции, состоящие из пятен (реже — линий) сложной, иногда весьма причудливой формы, расположенных на белом фоне и графически взаимодействующих с фоном и друг с другом.

## Характерные особенности
Канонический флекс:
- Беспредметен. Ни один элемент рисунка не должен отсылать к физическим предметам или конвенциональным знакам.
- Монохромен. Цвета и оттенки не приветствуются, при этом большое значение придается тщательности штриховки.
- Сложен. Культивируется сложность как отдельных элементов, так и отношений между ними.
- Импровизационен. Флексы не рисуются по предварительному замыслу, а появляются как результат непрерывного «диалога» художника с уже нарисованными элементами композиции.
- Семиотичен. Все элементы рисунка понимаются как обладающие собственным смыслом и составляющие некий «текст», который не может быть вербализован, но может быть «прочитан»[1].

Последний пункт иногда становится предметом дискуссий внутри флекс-сообщества.

## Техника и творческий процесс
Классический флекс рисуется шариковой либо гелевой ручкой на бумаге. Первоначально это было связано с доступностью материалов, однако впоследствии такая техника была осмыслена как принципиально важная: медленный, кропотливый процесс штриховки пятен способствует медитативному состоянию и сосредоточенности. Медитация в данном случае понимается не как путь к просветлению, а как способ развития визуального мышления, способности «мыслить формами», а также как путь расширения сознания через преодоление рутинности и автоматизма в создании форм.
Отдельной, но важной формой рисования флекса является т.н. диафлексия  — коллективное создание графических работ. В этом случае элементы флекса рисовались двумя (иногда больше) авторами по очереди. Это понималось одновременно как форма невербального общения и психологическая практика.

## Истоки и родственные явления
Из более ранних явлений флекс может быть соотнесен прежде всего с грифонажем, а также с практикой автоматического рисунка (и отчасти автоматического письма) у ранних сюрреалистов, однако заметно отличается от них обоих. 
В отличие от грифонажа, представляющего собой машинальное (и часто фигуративное) рисование, происходящее на периферии внимания, без намерения автора выразить что-либо, флекс — это не фоновая активность, а осознанная игра формами, требующая концентрации и постоянного внимания. По словам критика Олега Рогова, «Оставаясь в границах более-менее абстрактных форм, вроде тех рисунков, которые непроизвольно выводит школьник, вернее, его рука, во время скучного урока, флекс своего рода способ трактовки действительности, демократичный и эзотерический одновременно». Что касается автоматизма сюрреалистов, то у них он был призван дать голос бессознательному, освобождённому от логики, намерения и структуры; флекс, напротив, предполагает сосредоточенность и акцент на визуальном мышлении.
Очевидны также визуальные и теоретические параллели с абстракционистами, прежде всего с Василием Кандинским, который называл формы «абстрактными существами», и сетовал, что «в наши дни художник не может обойтись одними чисто абстрактными формами».
Тем не менее, сравнивая флекс с абстрактным экспрессионизмом и сюрреалистами, критик Н. Кольцова отмечает, что несмотря на «генетическое» сходство, «флекс развивался вполне автономно, опираясь скорее не на анализ художественного наследия, а на наблюдение и интуицию».
Сами флексисты в качестве источников своего творчества также называют каллиграфию и традиционный орнамент, освобожденный от предметности и симметрии.
Из синхронных явлений искусствовед Инна Некрасова сближает флекс с такими направлениями в изобразительном искусстве, как иератизм, минимализм, метафизическая живопись, указывая в качестве их общей черты «опору на медитативность и интуицию». По ее мнению, они, «несмотря на стремление их представителей к размежеванию, имеют общую символистскую основу». В свою очередь, критик Юрий Проскуряков соотносит флекс с визуальной поэзией и «абстрактными неоиероглифами», призывая, впрочем, различать эти явления, поскольку флекс — это не «текст», а «искусство». 
Из явлений, возникших позже, чем флекс, но отчасти родственных ему, наиболее заметным являются на татуировки в стиле tribal, разработанном американским татуировщиком Лео Сулуэта в середине 1980-х и получившем широкое распространение в 1990-е. Будучи основанными на аутентичных этнических татуировках, чей символизм был стерт, они тем самым приближены к флексу не только визуально, но и своей преимущественной беспредметностью. Их графический язык, однако, существенно более прост и однообразен.
Также необходимо упомянуть ряд современных практик, восходящих к грифонажу и также отчасти родственных флексу, но ставящих перед собой не столько эстетические, сколько психотерапевтические задачи. Это, во-первых, зентангл, авторская терапевтическая методика, созданная в 2004 г. и подразумевающая рисование простых регулярных узоров ради достижения медитативного расслабления. Во-вторых, это современный дудлинг — по сути, тот же грифонаж, но вошедший в моду в 2010-х благодаря вниманию ученых, практикуемый более целенаправленно и даже отчасти коммерциализированный. В-третьих, это нейрографика — еще один арт-терапевтический метод, основанный на частично бессознательном рисовании. Он был разработан в 2014 г. и направлен на гармонизацию психики.
Все эти практики, подобно флексу, в какой-то степени ориентированы на медитативность и работу с психикой. Однако, несмотря на то, что об экспериментах с использованием флекса в психологической работе сообщалось еще в 2000 г., нет никаких данных о том, что он оказал на них какое-либо влияние.
В качестве родственного явления также можно упомянуть традицию асемического письма или абстрактной каллиграфии, где форма знака также становится самодостаточным выразительным средством. Эта близость нашла свое отражение в визуально-поэтических работах («лингвогобеленах») поэта Вилли Мельникова, где флексистские визуальные элементы совмещены с существующими и выдуманными письменными знаками.

## История
История флекса как субкультуры охватывает период с 1975 г. по примерно 2000 г. Основателем и основным теоретиком флекса является Владимир Котов (сын поэта В. П. Котова), начавший разрабатывать это направление весной 1975 года. Официальной датой рождения флекса считается 11 апреля. Позднее к нему присоединились Михаил Устинов (aka Чарвакари), Михаил Смекалкин (aka А. Я. Сергеев) и Андрей Виноградов (aka Аргунов) и др. Сергеев считается второй ключевой фигурой флекса, наряду с Котовым, и всегда был его основным оппонентом.
Основной формой распространения флекса были т. н. флекс-сборники. Графические работы вклеивались в рукописные тетради (чаще всего «общие тетради» формата А4 объёмом 80 листов), наряду со стихами, абсурдистской прозой, художественной критикой и философскими дискуссиями. В этом виде сборники ходили по рукам, вовлекая тем самым новых участников (флексистов). По оценке писателя Бориса Минаева, флекс-сборники были «важной частью московской подпольной культуры».
Расцвет движения пришелся на конец 1970-х — начало 1980-х. В период с 1975 по 1985 г. было создано больше 30 рукописных сборников (точный подсчет невозможен из-за «ветвления» групп флексистов). Именно тогда была в целом разработана теория флекса, а изобразительный язык достиг наибольшего совершенства.
Первые попытки «тиражных» публикаций относятся к 1981-1982 гг., когда В. Котов подготовил ряд обложек для рок-журнала «Зеркало» (не были опубликованы из-за проблем с КГБ).
Во середине 1980-х традиция рукописных сборников ненадолго прервалась, отчасти в связи с перестройкой. Некоторые флексисты начали публиковаться в самиздате, как с графикой, так и с разнообразными текстами (журналы Параграф, След и др.). Также прошли две выставки.
В конце 1980-х традиция флекс-сборников возобновилась уже несколькими группами, в основном школьниками и студентами, иногда при участии Котова и Сергеева. Точное число сборников этого периода также неизвестно. В этот же период прошло несколько новых выставок, преимущественно в Москве. В начале 2000-х традиция рукописных сборников, как и прочие коллективные активности, насколько известно, сошла на нет. Большая часть флекс-сборников утрачена.

## Выставки
Первая выставка прошла в 1985 году в Москве на квартире у Александра Морозова.
Вторая — в ноябре 1986 г. в Москве в домашней галерее художника Дмитрия Врубеля «Кварт-Арт».
Третья — осенью 1994 г. в Москве, в галерее «Движение F».
Четвертая — в том же году в Саратове, в рамках офф-программы рок-фестиваля Индюшата.
Пятая — в ноябре 1998 г. в клубе «Факел» на Плющихе в Москве при поддержке студенческой газеты «Латинский квартал». Проходила в формате фестиваля, включавшего выступления музыкальных коллективов («Киркинчо» (фолк), «Е-69» (фри-джаз), «Лисичкин хлеб» (панк) и др.) и перформансы (с участием Светы Литвак, Николая Байтова и Сергея Летова и др.).
Шестая — 9-19 февраля 2000 г. в клубе им. Джерри Рубина.

## Участники
Первые флексисты: Владимир Котов, Михаил Устинов, Михаил Смекалкин (А. Я. Сергеев), Андрей Виноградов (Аргунов), Сергей Пестов, Владимир Бельский.
Некоторые другие фигуры, в разное время причастные движению: Александр Морозов, Женя Кац, Дмитрий Чёрный, Алексей Касьян, Галина Зеленина, Николай Винник, Филипп Минлос, Эврика Джанглл, Юрий Ландер, Вилли Мельников.

## Галерея
- В. Котов. "Медленно, но верно" (1980)
- Н. Винник. "Розовое утро на Ямайке" (1993)
- В. Котов. "А вот и мой флекс" (1980)
- Флекс-графика на обложке журнала "Тональ" (1995)
- Флекс-графика на обложке рок-журнала "Зеркало", эскиз (1981)